# 代換法
代換法（だいかんほう、hypallage, ギリシャ語：ὑπαλλαγή）とは、「her beautiful face（彼女の美しい顔）」のように、語の統語的関係が逆転している文学的な修辞技法のこと。
代換法の一種で転移修飾語 (transferred epithet) と呼ばれるものは、文中の修飾語（普通は形容詞）が「間違った」語に用いられる比喩のことである。転移修飾語は、文中で実際に存在するものでも、必然的に暗示されうるものでもありうる。
- The ploughman homeward plods his weary way（農夫は家に向かって彼の疲れた道をゆっくり進む）- トマス・グレイ『墓畔の哀歌』。「weary way（疲れた道）」が代換法である。疲れているのは道ではなく農夫である。
- restless night（眠れない夜）- 夜が眠れないのではなく、夜の間起きている人々が眠れない。
- happy morning（幸せな朝）- 朝が幸せを感じているわけではなく、朝起きている人々が感じている。
- female prison（女子刑務所）- 刑務所にはジェンダーはなく、その中にいる人たちが女性である。
- condemned cell（死刑囚監房。文字通りに訳せば「死刑を宣告された官房」）- 死刑を宣告されたのは監房ではなく、その中にいる人。

代換法は古代ギリシアやラテン語詩の中でよく使われた。
- δίνης πτερωτὸς φθόγγος（旋回の翼ある音）- アリストパネス『鳥』。「翼の旋回の音」の代換法。
- dare classibus Austros（艦隊に風をゆだねよ）- ウェルギリウス『アエネイス』3.61。「風に艦隊をゆだねよ」の代換法。